# Jawniuny (gmina)
Gmina Jawniuny (lit. Jauniūnų seniūnija) – gmina w rejonie szyrwinckim okręgu wileńskiego na Litwie.

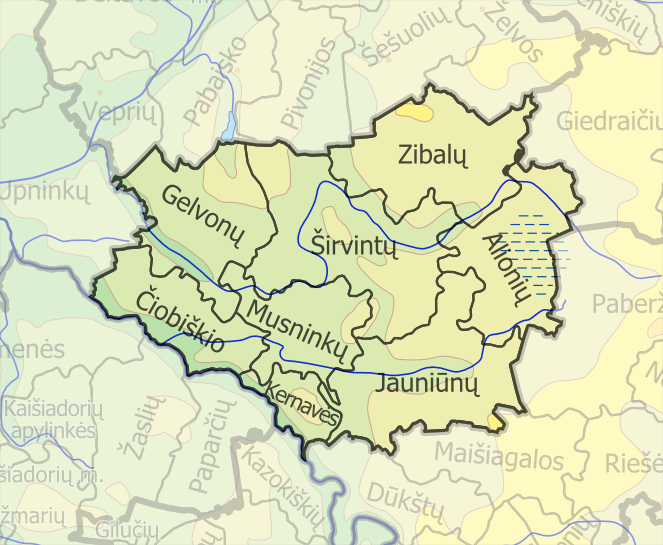
Mapa gminy z podziałem na starostwa

Skład etniczny
- Litwini – 36,8%
- Polacy – 58,4%